# Molophilus (Molophilus) stenorhabdus
Molophilus (Molophilus) stenorhabdus is een tweevleugelige uit de familie steltmuggen (Limoniidae). De soort komt voor in het Neotropisch gebied.